# Список муніципалітетів провінції Трієст
Нижче наведено список 6 муніципалітетів провінції Трієст. Населення станом на 31 грудня 2009 року.
| Назва                   | Італійська назва        | Код ISTAT | Поштовий індекс | Населення | Площа (км²) |
| ----------------------- | ----------------------- | --------- | --------------- | --------- | ----------- |
| Дуїно-Ауризіна          | Duino-Aurisina          | 032001    | 34011           | 8675      | 45,17       |
| Згоніко                 | Sgonico                 | 032005    | 34010           | 2102      | 31,31       |
| Монрупіно               | Monrupino               | 032002    | 34016           | 891       | 12          |
| Муджа                   | Muggia                  | 032003    | 34015           | 13 410    | 13,66       |
| Сан-Дорліго-делла-Валле | San Dorligo della Valle | 032004    | 34018           | 5945      | 24,51       |
| Трієст                  | Trieste                 | 032006    | 34100           | 205 523   | 84,49       |